# Ломки (альбом)
«Ло́мки» — третий студийный альбом Васи Обломова, который вышел в августе 2013 года.
| Оценки критиков | Оценки критиков |
| Источник        | Оценка          |
| --------------- | --------------- |
| Радио Шансон    | (нейтральная)   |
| KM.RU           | (нейтральная)   |

## Об альбоме
Этот цикл песен был написан в ходе участия певца в программе канала «Дождь» «Господин хороший» в рубрике музыкальных фельетонов, написанных по следам самых нелепых, возмутительных и страшных новостей недели. Отсюда и название — «Ломки» — то, что ломает или, как минимум, будоражит. Оформлять в виде отдельной пластинки Обломов эти номера сначала не собирался, но потом отобрал самые удачные, доработал их в студии и выпустил. Альбом стоит слушать исключительно в CD-варианте, поскольку осмеянные новости настолько сиюминутны, что без сопроводительных текстов с конверта пластинки смысл их остаётся туманным, и уже через полгода она может кому-то показаться анахронизмом или архаизмом.

## Список композиций
| №                   | Название                          | Длительность |
| ------------------- | --------------------------------- | ------------ |
| 1.                  | «Самый сочь»                      | 1:37         |
| 2.                  | «Всегда готовченко»               | 1:21         |
| 3.                  | «Встань-ка, страна огромная»      | 1:42         |
| 4.                  | «Смысл Ж»                         | 1:51         |
| 5.                  | «Налёт Якубовича»                 | 2:49         |
| 6.                  | «НечисTOTAL»                      | 3:06         |
| 7.                  | «Космос, короче»                  | 2:18         |
| 8.                  | «Русская народная»                | 2:31         |
| 9.                  | «Пятиминутка ненависти»           | 2:50         |
| 10.                 | «Комариная песня»                 | 1:49         |
| 11.                 | «Бой-Бабы»                        | 2:14         |
| 12.                 | «Идёт ЕГЭ, качается»              | 2:25         |
| 13.                 | «К лесу задом»                    | 2:12         |
| 14.                 | «Поезд верности»                  | 3:22         |
| 15.                 | «О кастах в России» (pilot-bonus) | 1:56         |
| Общая длительность: | Общая длительность:               | 34:03        |

## Видео
- Вася Обломов — Самый сочь
- Вася Обломов — Всегда готовченко
- Вася Обломов — Встань-ка страна огромная
- Вася Обломов — Смысл Ж
- Вася Обломов — Налёт Якубовича
- Вася Обломов — НечисTOTAL
- Вася Обломов — Космос, короче
- Вася Обломов — Русская народная
- Вася Обломов — Пятиминутка ненависти
- Вася Обломов — Комариная песня
- Вася Обломов — Бой-бабы
- Вася Обломов — Идёт ЕГЭ, качается
- Вася Обломов — К лесу задом
- Вася Обломов — Поезд верности
- Вася Обломов — О кастах в России

## Информационные поводы
| Композиция | Комментарий | Источник                                        |
| ---------- | --- | ----------------------------------------------- |
| 1          | «Сочи оказался совершенно не готов к проведению серьезных соревнований…все обратили внимание на никудышную организацию приема спортсменов, на не готовую инфраструктуру, на полную несогласованность всех служб, на хамство и жульничество в магазинах, на «совковое» оформление города». | Piter.tv, 7 марта 2013                          |
| 2          | «Владимир Путин неожиданно решил вернуть гражданам утраченные ими в последние годы нормы ГТО». | Газета «Коммерсантъ», №43 (5074), 14 марта 2013 |
| 3          | «Проект «Россия — неваляшка. Страна Ванька-встанька» победил на конкурсе арт-концепций «Национальная идея России». | Газета «Известия», 20 марта 2013                |
| 4          | «Русская Православная Церковь предложила ввести в школах предмет «Смыл Жизни» | lenta.ru, 26 марта 2013                         |
| 5          | «Леонид Якубович обвинил «Аэрофлот» в неуважении к пассажирам и оскорбительно отзывался об авиакомпании и её сотрудниках». | lenta.ru, 3 апреля 2013                         |
| 6          | «Президент РФ Владимир Путин рассказал о том, что в России накоплено 90 млрд тонн отходов, большая часть которых не имеет собственника». | «Российская Газета», 10 апреля 2013             |
| 7          | «Россия готова предоставить возможность использования навигационной системы ГЛОНАСС другим странам, заявил вице-премьер РФ Дмитрий Рогозин». | РИА Новости, 24 апреля                          |
| 8          | «В Москве на Болотной площади прошёл согласованный с властями протестный митинг оппозиции, приуроченный к годовщине запомнившегося столкновениями с полицией «Марша миллионов». | Коммерсантъ-Online, 6 марта 2013                |
| 9          | «Жестокое убийство мужчины нетрадиционной ориентации в Волгограде произошло после того, как его приятели узнали, что он гей». | РИА Новости, 13 мая 2013                        |
| 10         | «Бывший руководитель Росмолодежи Василий Якеменко объявил о создании на базе «Наших» нового движения — «Искренне ваши». | Газета «Коммерсантъ», 21 мая 2013               |
| 11         | «Депутаты Госдумы предлагают разрешить военную службу всем женщинам в возрасте от 18 до 27 лет». | Газета «Известия», 28 мая 2013                  |
| 12         | «ЕГЭ в этом году сопровождался сообщениями из различных регионов о нарушениях: публикации в интернете ответов на задания до начала экзаменов, развитии ЕГЭ-туризма, использовании на экзамене мобильных телефонов. Кроме того, правила нарушали организаторы госэкзамена».                | РИА Новости, 2 июля 2013                        |
| 13         | «За нахождение в лесу придется заплатить до 1000 рублей... Штрафы для юридических лиц несколько больше: нахождение в лесу в пожароопасный период обойдется от 3 до 5 тысяч рублей, а разведение костра - от 50 до 130 тысяч рублей».                                                      | «Российская газета», 10 июня 2013               |
| 14         | «Якунин рассказал, что сообщение о мнимой отставке застало его на встрече, которую президент Владимир Путин проводил с бизнесменами. «Мы сидели и ели глухаря», — уточнил глава РЖД, отметив, что аппетит новость ему не испортила».                                                      | fontanka.ru, 20 июня 2013                       |
| 15         | «Россия и Евросоюз не смогли договориться о новом соглашении по облегчению визового режима, и камнем преткновения стало стремление Москвы добиться отмены виз для российских чиновников, обладателей синих служебных паспортов».                                                          | «Новая Газета», 5 октября 2012                  |